# Mary Douglas
Mary Douglas (San Remo, 25 maart 1921 – Londen, 16 mei 2007) was een Brits antropologe, die bekend is geworden met haar boeken over cultuur en symboliek. In 1966 publiceerde ze Purity and Danger, een analyse van rituelen in verschillende culturen en verschillende tijden.
Douglas' vader woonde en werkte in de Britse kolonie Burma, ze werd in Zuid-Engeland opgevoed door haar grootouders. Gedurende de Tweede Wereldoorlog werkte ze als ambtenaar in Belgisch-Kongo, en van 1946 tot 1951 studeerde ze aan de Universiteit van Oxford. Haar werken werden zeer zeker beïnvloed door Émile Durkheim.
In 1992 werd zij onderscheiden met de benoeming tot Dame Commandeur in de Orde van het Britse Rijk.
In 2007 overleed ze aan kanker.
- Bibsys: 90067292
- Biblioteca Nacional de España: XX985519
- Bibliothèque nationale de France: cb11900507n (data)
- Catàleg d'autoritats de noms i títols de Catalunya: 981058528180306706
- CiNii: DA0056323X
- Gemeinsame Normdatei: 121127060
- International Standard Name Identifier: 0000 0001 1479 3636
- Library of Congress Control Number: n79018041
- Nationale Bibliotheek van Letland: 000138633
- Bibliotheek van het Japanse parlement: 00438168
- Nationale Bibliotheek van Tsjechië: xx0016621
- Nationale bibliotheek van Australië: 35240155
- Nationale Bibliotheek van Israël: 987007313001105171
- Nationale Bibliotheek van Polen: a0000002801780
- Nationale en Universitaire bibliotheek Zagreb: 000333057
- Nederlandse Thesaurus van Auteursnamen: 068491174
- Réseau des bibliothèques de Suisse occidentale: 02-A003188844
- SNAC: w6cw75pw
- Système universitaire de documentation: 026836092
- Trove: 877900
- Virtual International Authority File: 105514047
- WorldCat: E39PBJtMjGjGdMMQr9c6XvkRrq